# Matabuena (Segovia)
Matabuena ist eine Gemeinde in der spanischen Provinz Segovia. Sie liegt im Süden der Autonomen Region Kastilien und León, an der Nordwestabdachung der Sierra de Guadarrama. Sie hat 207 Einwohner (Stand: 2024). Neben dem Hauptort Matabuena gehören die Ortschaften Cañicosa und Matamala zur Gemeinde. 

## Geographie
Matabuena liegt etwa 39 Kilometer ostnordöstlich vom Stadtzentrum von Segovia in einer Höhe von ca. 1155 m. 
Matabuena befindet sich innerhalb der Zone des kontinentalen mediterranen Klimas.

## Bevölkerungsentwicklung
| Jahr      | 1970 | 1981 | 1991 | 2001 | 2011 | 2021 |
| Einwohner | 403  | 209  | 225  | 243  | 227  | 183  |

## Sehenswürdigkeiten
- Bartholomäuskirche
- Christuskapelle in Matabuena
- Martinskapelle in Cañicosa

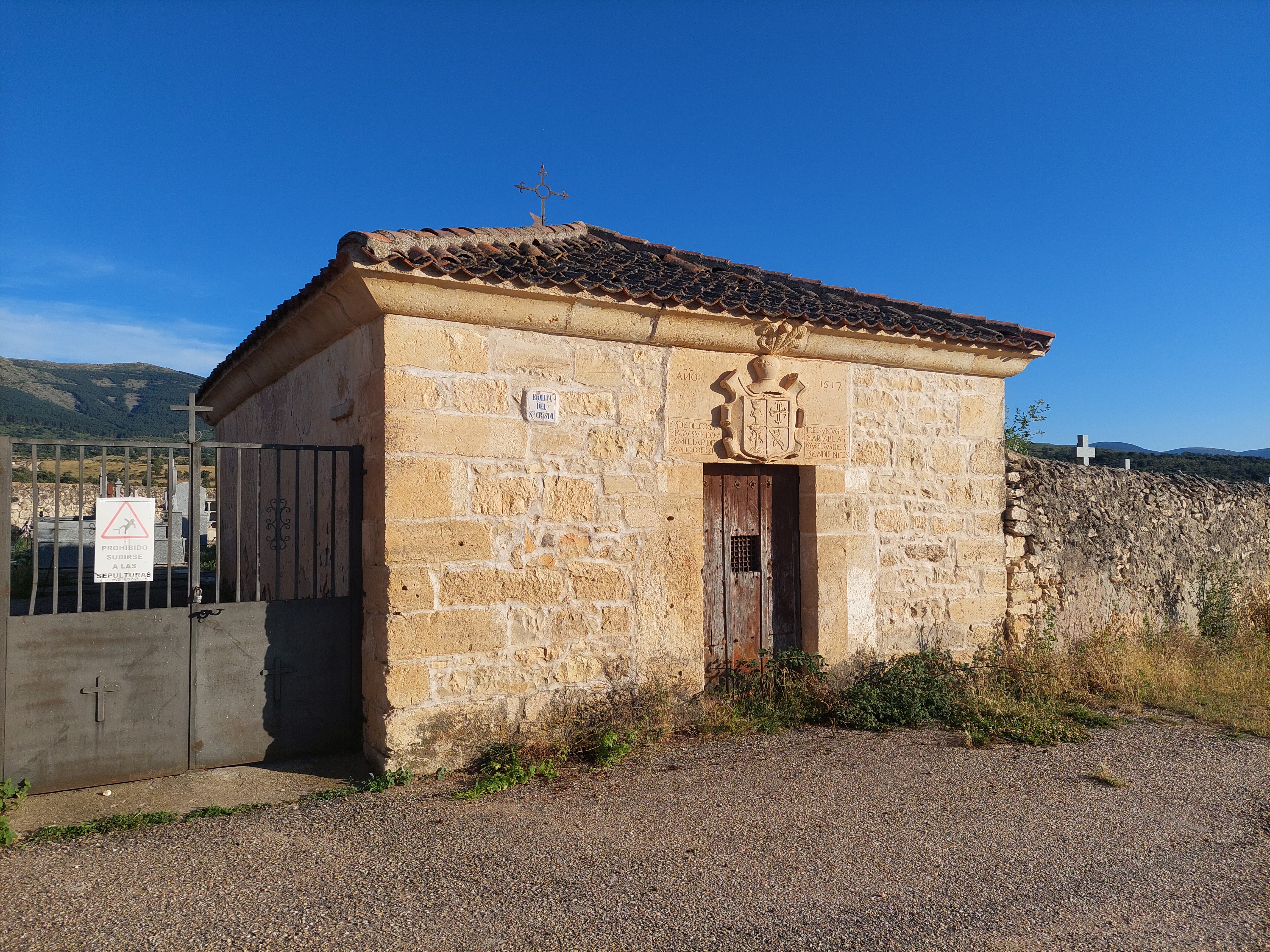
Christuskapelle
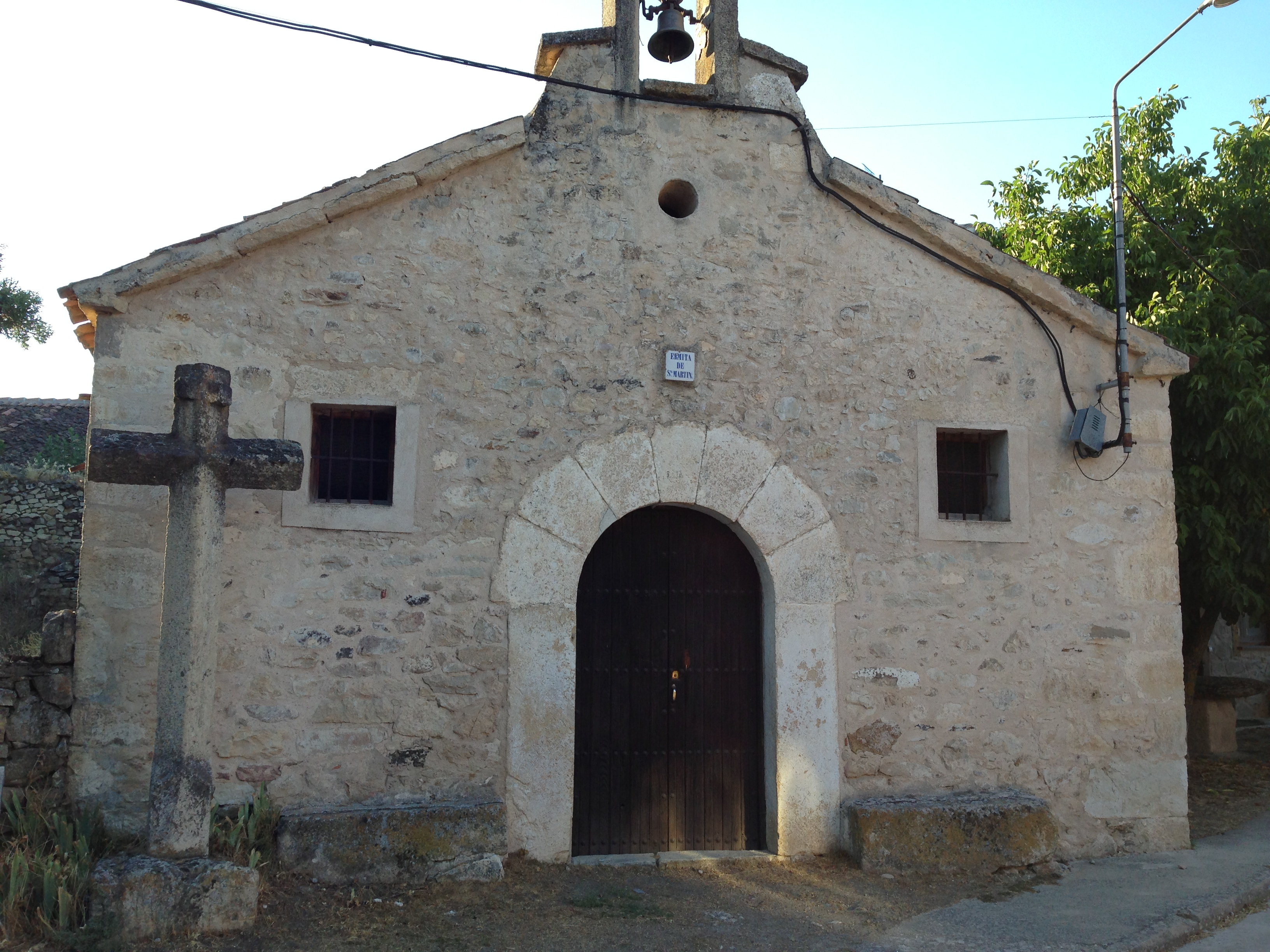
Martinskapelle